# Liste des monuments historiques de Lummen
Cette page regroupe l'ensemble des monuments classés de la ville belge de Lummen.
| Objet                                              | Statut du classement? | Année de construction/architecte | Section communale | Adresse              | Coordonnées                      | Numéro d'inventaire | Illustration                                   |
| -------------------------------------------------- | --------------------- | -------------------------------- | ----------------- | -------------------- | -------------------------------- | ------------------- | ---------------------------------------------- |
| (nl) Duizendjarige eik                             | Oui                   |                                  | Lummen            | Dikke Eikstraat      | 50° 59′ 32″ nord, 5° 09′ 44″ est | 200306              | (nl) Duizendjarige eik                         |
| (nl) Grafkapel Willigen-Glavany                    | Oui                   |                                  | Lummen            | Kerkstraat           | 50° 59′ 07″ nord, 5° 11′ 25″ est | 200376              | Téléverser                                     |
| (nl) Kapel Onze-Lieve-Vrouw-van-de-Beukeboom       | Oui                   |                                  | Lummen            | Beukeboomstraat      | 50° 59′ 12″ nord, 5° 10′ 31″ est | 22550               | (nl) Kapel Onze-Lieve-Vrouw-van-de-Beukeboom   |
| (nl) Kapel Onze-Lieve-Vrouw-van-het-Heilig Hart    |                       |                                  | Lummen            | Bovenstraat          | 50° 58′ 55″ nord, 5° 10′ 41″ est | 22551               | Téléverser                                     |
| (nl) Hoeve losstaande bestanddelen XIX             |                       |                                  | Lummen            | Dwarsstraat 9        | 51° 00′ 29″ nord, 5° 12′ 06″ est | 22555               | Téléverser                                     |
| (nl) Gemeentehuis eclectische stijl 1898           |                       |                                  | Lummen            | Gemeenteplein 13     | 50° 59′ 14″ nord, 5° 11′ 29″ est | 22556               | Téléverser                                     |
| (nl) Hoekhuis dubbelhuistype XIX                   |                       |                                  | Lummen            | Gemeenteplein 18     | 50° 59′ 11″ nord, 5° 11′ 28″ est | 22557               | Téléverser                                     |
| (nl) Paterswinning hoeve                           |                       |                                  | Lummen            | Groenlarenstraat 26  | 51° 00′ 33″ nord, 5° 12′ 00″ est | 22559               | Téléverser                                     |
| (nl) Langgestrekte hoeve XVIII                     |                       |                                  | Lummen            | Industriestraat 7    | 51° 00′ 52″ nord, 5° 14′ 11″ est | 22560               | Téléverser                                     |
| (nl) Woningen, semi-gesloten hoeve                 |                       |                                  | Lummen            | Ketelstraat 5        | 50° 59′ 11″ nord, 5° 11′ 25″ est | 22561               | Téléverser                                     |
| (nl) Oorspronkelijk hoeve, De Kiewit               |                       |                                  | Lummen            | Kievitstraat 1       | 50° 58′ 41″ nord, 5° 12′ 42″ est | 22562               | Téléverser                                     |
| (nl) Onze-Lieve-Vrouwekapel 1849                   |                       |                                  | Lummen            | Kraaibergstraat      | 50° 59′ 39″ nord, 5° 12′ 47″ est | 22563               | Téléverser                                     |
| (nl) Kasteel Het Lagendal nu Kasteel Sint-Paul     | Oui                   |                                  | Lummen            | Lagendalstraat 1     | 50° 58′ 34″ nord, 5° 14′ 03″ est | 22566               | (nl) Kasteel Het Lagendal nu Kasteel Sint-Paul |
| (nl) Kasteel van Loye, waterkasteel                | Oui                   |                                  | Lummen            | Loyestraat 1         | 50° 58′ 22″ nord, 5° 11′ 45″ est | 22568               | (nl) Kasteel van Loye, waterkasteel            |
| (nl) Sterkapel 1828                                |                       |                                  | Lummen            | Loyestraat           | 50° 58′ 18″ nord, 5° 12′ 06″ est | 22569               | Téléverser                                     |
| (nl) Hoeve losse bestanddelen 1863                 |                       |                                  | Lummen            | Loyestraat 4         | 50° 58′ 32″ nord, 5° 12′ 00″ est | 22570               | Téléverser                                     |
| (nl) Klein Molen, watermolen                       | Oui                   |                                  | Lummen            | Mangelbeekstraat 56  | 50° 58′ 39″ nord, 5° 10′ 57″ est | 22571               | (nl) Klein Molen, watermolen                   |
| (nl) Hoeve                                         |                       |                                  | Lummen            | Muggenhoekstraat 2   | 50° 58′ 39″ nord, 5° 12′ 01″ est | 22573               | Téléverser                                     |
| (nl) Herenhuis dubbelhuis                          |                       |                                  | Lummen            | Oostereindestraat 1  | 50° 59′ 16″ nord, 5° 11′ 43″ est | 22575               | Téléverser                                     |
| (nl) Langgestrekte hoeve XIX                       |                       |                                  | Lummen            | Opworpstraat 57      | 50° 58′ 44″ nord, 5° 14′ 14″ est | 22576               | Téléverser                                     |
| (nl) Langgestrekte hoeve XVIII                     |                       |                                  | Lummen            | Rekhovenstraat 20    | 50° 59′ 26″ nord, 5° 13′ 18″ est | 22577               | Téléverser                                     |
| (nl) Kasteel De Burg                               | Oui                   |                                  | Lummen            | Ringlaan 5           | 50° 58′ 56″ nord, 5° 11′ 49″ est | 22578               | (nl) Kasteel De Burg                           |
| (nl) Grote Molen waterradmolen                     |                       |                                  | Lummen            | Schulensebaan 14     | 50° 58′ 15″ nord, 5° 11′ 04″ est | 22580               | Téléverser                                     |
| (nl) Het Hamel kasteel en kasteelhoeve 1947-1950   | Oui                   |                                  | Lummen            | Burggrachtstraat 20  | 50° 58′ 56″ nord, 5° 11′ 14″ est | 22581               | Téléverser                                     |
| (nl) Het Hamel kasteel en kasteelhoeve 1947-1950   | Oui                   |                                  | Lummen            | Burggrachtstraat 21  | 50° 58′ 56″ nord, 5° 11′ 14″ est | 22581               | Téléverser                                     |
| (nl) Langgestrekte hoeve XIX                       |                       |                                  | Lummen            | Vijverstraat 1       | 50° 58′ 42″ nord, 5° 13′ 17″ est | 22585               | Téléverser                                     |
| (nl) Langgestrekte hoeve XIX                       |                       |                                  | Lummen            | Vijverstraat 5       | 50° 58′ 56″ nord, 5° 13′ 36″ est | 22586               | Téléverser                                     |
| (nl) Diephuis onbewoond                            |                       |                                  | Linkhout          | Sint-Trudostraat 11  | 50° 57′ 58″ nord, 5° 08′ 13″ est | 22587               | Téléverser                                     |
| (nl) Parochiekerk Sint-Trudo                       | Oui                   |                                  | Linkhout          | Linkhoutstraat       | 50° 57′ 57″ nord, 5° 08′ 16″ est | 22588               | (nl) Parochiekerk Sint-Trudo                   |
| (nl) Sint-Jozefkapel                               |                       |                                  | Linkhout          | Linkhoutstraat       | 50° 57′ 48″ nord, 5° 07′ 51″ est | 22589               | Téléverser                                     |
| (nl) Langgestrekt boerenhuis                       |                       |                                  | Linkhout          | Linkhoutstraat 187   | 50° 57′ 56″ nord, 5° 08′ 24″ est | 22591               | Téléverser                                     |
| (nl) Gesloten hoeve + inrijpoort                   |                       |                                  | Linkhout          | Linkhoutstraat 212   | 50° 57′ 56″ nord, 5° 08′ 09″ est | 22592               | Téléverser                                     |
| (nl) Hoeve                                         |                       |                                  | Linkhout          | Linkhoutstraat 257   | 50° 57′ 48″ nord, 5° 07′ 56″ est | 22593               | Téléverser                                     |
| (nl) Hoeve                                         |                       |                                  | Linkhout          | Linkhoutstraat 259_1 | 50° 57′ 48″ nord, 5° 07′ 56″ est | 22593               | Téléverser                                     |
| (nl) Hoeve                                         |                       |                                  | Linkhout          | Linkhoutstraat 259_2 | 50° 57′ 48″ nord, 5° 07′ 56″ est | 22593               | Téléverser                                     |
| (nl) Hoeve                                         |                       |                                  | Linkhout          | Linkhoutstraat 259_3 | 50° 57′ 48″ nord, 5° 07′ 56″ est | 22593               | Téléverser                                     |
| (nl) Herenhuis met dienstgebouw                    |                       |                                  | Linkhout          | Linkhoutstraat 269   | 50° 57′ 46″ nord, 5° 07′ 48″ est | 22594               | Téléverser                                     |
| (nl) Landarbeiderswoning                           |                       |                                  | Meldert           | Blanklaarstraat 46   | 51° 00′ 57″ nord, 5° 07′ 16″ est | 22595               | Téléverser                                     |
| (nl) De Schans                                     |                       |                                  | Meldert           | Geenrodestraat       | 51° 00′ 03″ nord, 5° 09′ 12″ est | 22598               | Téléverser                                     |
| (nl) Neoclassicistisch herenhuis met wagenhuis XIX |                       |                                  | Meldert           | Geenrodestraat 5     | 51° 00′ 09″ nord, 5° 09′ 24″ est | 22599               | Téléverser                                     |
| (nl) Onze-Lieve-Vrouwekapel, staakkapel            |                       |                                  | Meldert           | Hertenrodestraat     | 51° 00′ 16″ nord, 5° 07′ 49″ est | 22600               | Téléverser                                     |
| (nl) Sint-Rochuskapel                              |                       |                                  | Meldert           | Meldertsebaan        | 51° 00′ 02″ nord, 5° 08′ 23″ est | 22601               | Téléverser                                     |
| (nl) Sint-Willibrorduskapel                        |                       |                                  | Meldert           | Pastorijstraat       | 51° 00′ 06″ nord, 5° 08′ 50″ est | 22602               | Téléverser                                     |
| (nl) Pastorie                                      |                       |                                  | Meldert           | Pastorijstraat 1     | 50° 59′ 56″ nord, 5° 08′ 31″ est | 22603               | Téléverser                                     |
| (nl) Parochiekerk Sint-Willibrordus                | Oui                   |                                  | Meldert           | Zelemsebaan 1        | 50° 59′ 54″ nord, 5° 08′ 30″ est | 22604               | Téléverser                                     |
| (nl) Langgestrekte hoeve                           |                       |                                  | Meldert           | Zelemsebaan 41       | 50° 59′ 46″ nord, 5° 08′ 13″ est | 22605               | Téléverser                                     |
| (nl) Sint-Annakapel                                | Oui                   |                                  | Lummen            | Dikke Eikstraat      | 50° 59′ 41″ nord, 5° 09′ 12″ est | 84278               | Téléverser                                     |
| (nl) Parochiekerk Onze-Lieve-Vrouw-Hemelvaart      | Oui                   |                                  | Lummen            | Kerkstraat 12        | 50° 59′ 07″ nord, 5° 11′ 26″ est | 84298               | (nl) Parochiekerk Onze-Lieve-Vrouw-Hemelvaart  |
| (nl) Huis                                          |                       |                                  | Lummen            | Kerkstraat 6         | 50° 59′ 09″ nord, 5° 11′ 28″ est | 84300               | Téléverser                                     |